# 姚諶
姚諶（？—417年），五胡十六国后秦的君主姚兴的儿子。
402年，后秦天王姚兴册立昭仪张氏为皇后，封儿子姚諶为公。414年，姚兴病重，姚弼暗地里聚集部众几千人阴谋制造叛乱。平西将军姚谌在雍城动员部队，打算到长安去讨伐姚弼。谌与姚懿、姚洸、姚宣等都回到都城，姚兴在谘议堂召见姚懿等人。416年，赫连勃勃让镇东将军羊苟儿带领五千鲜卑人镇守安定，去雍城进攻后秦镇西将军姚谌，姚谌放弃了防地逃奔长安。417年，征北将军、齐公姚恢自称大都督、建义大将军，镇西将军姚谌被姚恢击败，长安受到很大震动。八月廿三日凌晨，王镇恶军抵达渭桥，后秦溃败。姚谌等人全都战死，姚泓单人匹马逃回皇宫。